# 3 Natsu Natsu Mini Berryz
③ Natsu Natsu Mini Berryz (jap. ③夏夏ミニベリーズ) – drugi minialbum zespołu Berryz Kōbō, wydany 5 lipca 2006 roku. Został wydany w edycji regularnej i limitowanej. Minialbum osiągnął 20 pozycję w rankingu Oricon i pozostał na liście przez 3 tygodnie, sprzedał się w nakładzie 10 988 egzemplarzy.

## Lista utworów
| Nr | Tytuł                                                | Uwagi                                                                                | Czas |
| -- | ---------------------------------------------------- | ------------------------------------------------------------------------------------ | ---- |
| 1. | "Jiriri Kiteru" (jap. ジリリ キテル)                 |                                                                                      |      |
| 2. | "Maji natsu sugiru" (jap. マジ夏すぎる)              |                                                                                      |      |
| 3. | "Natsu Remember you (jap. 夏 Remember you)           |                                                                                      |      |
| 4. | "Yeah! Meccha Holiday" (jap. Yeah! めっちゃホリディ) | Cover piosenki Ayi Matsu’ury; wokal Risako Sugaya                                    |      |
| 5. | "Chu! Natsu Party" (jap. チュッ！夏パ～ティ)         | Cover piosenki 3nin Matsuri; wokal Yurina Kumai, Miyabi Natsuyaki i Chinami Tokunaga |      |
| 6. | "Halation Summer" (jap. ハレーション サマー)         | Cover piosenki Coconuts Musume; wokal Saki Shimizu, Maasa Sudō i Momoko Tsugunaga    |      |